# Попов, Юрий Васильевич (артист)
Юрий Васильевич Попов (13 ноября 1939, Харьков, УССР, СССР — 25 июля 2015, Полтава, Украина) — советский и украинский театральный актёр, артист Полтавского областного академического музыкально-драматического театра им. Н. В. Гоголя, народный артист Украины (2001).

## Биография
Во время Великой Отечественной войны переехал с семьей в село Чернетчина Ахтырского района Сумской области, там прошли его детство и юность. В 1956 г. за активное участие в художественной самодеятельности был награждён Почетной грамотой Министерства культуры СССР, а в 1957 г. стал участником первого Республиканского фестиваля молодежи и студентов, получив диплом лауреата первой степени.
В 1963 г. с отличием окончил актерское отделение Харьковского театрального института; курс профессора, народного артиста СССР Д. И. Антоновича, класс педагога Н. С. Борисенко.
С 1963 г. работал актером Полтавского областного украинского музыкально-драматического театра им. М. В. Гоголя.
Министерство культуры Украины неоднократно отмечало его театральные роли: Андрюши в спектакле «Люди в шинелях». Рачада (1966 г.), Валерке в спектакле «Человек за бортом» А.Школьника (1967 г.), Володи Ульянова в спектакле «Семья» И.Попова (1970 г.), Зевса в спектакле «Энеида». Котляра по И.Котляревским (1977 г.), по случаю 40-летия исполнение роли Мартына Борули в спектакле «Мартын Боруля» И.Карпенко-Карого (2012 г.). На Всеукраинском театральном фестивале «Браво, Гоголь!» в 2008 году за роль Явтуха в спектакле «Вий» Н.Садур по Н.Гоголем получил диплом «За сохранение и развитие традиций реалистического искусства в актерском мастерстве».

## Театральные работы
- Иван Непокрытый («Дай сердцу волю, заведет в неволю», Г.Кропивницкий),
- Иван («Бесталанная», И.Карпенко-Карого),
- Шельменко («Шельменко-денщик», Г.Квитка-Основьяненко),
- мсье Фонтанж («Крошка», Же. Летраз),
- Санчо Панса («Человек из Ламанчи», В.Вассерман, Д.Дерион),
- Фирс («Вишневый сад», А.Чехов),
- Мартын Боруля («Мартын Боруля», И.Карпенко-Карый),
- кум Панас («Ночь перед Рождеством», Н.Гоголь),
- Хозяин («Обыкновенная история», Мария Надо),
- Тевье («Тевье-Тевель», Г. Горин по Шолом-Алейхема),
- Мольер («В ожидании короля, или Обманутый муж», Ж.-Б. Мольер),
- Солопий Черевик («Сорочинская ярмарка» по Н.Гоголю).
- мистер Уэбб («Мгновение… Жизнь…», за Т.Вильдер),
- Артемий Филиппович Земляника («Ревизор», Н.Гоголь).

## Награды и звания
Народный артист Украины (2001), лауреат премии Национального союза театральных деятелей Украины, лауреат областной художественной премии им.Петра Артеменко, лауреат Полтавской областной премии им.Леонида Бразова, лауреат областной премии им.И.П.Котляревского.